# Magyar Televízió

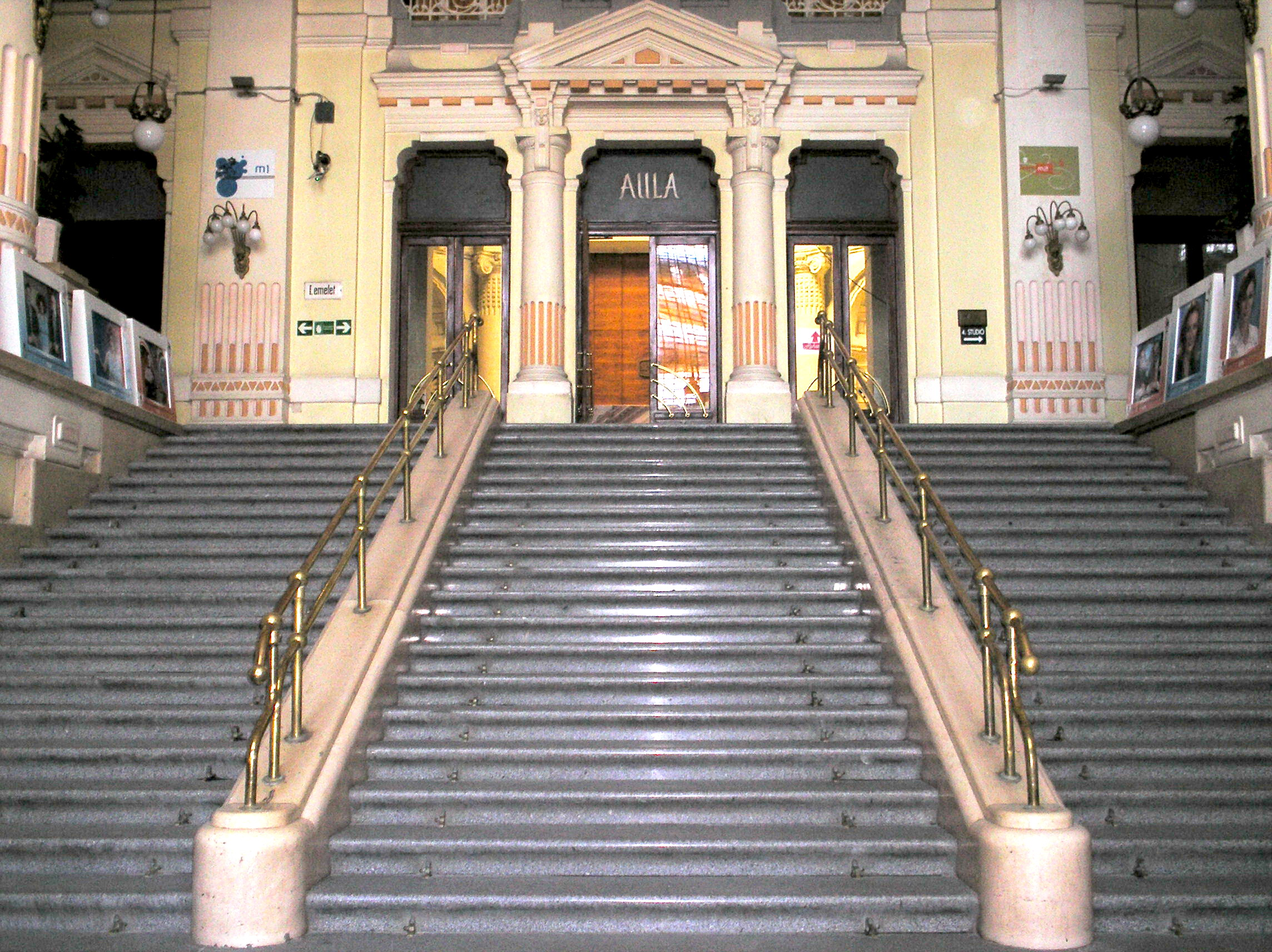
Magyar Televízió

Magyar Televízió (MTV) är ett TV-företag i Ungern.
Magyar Televízió tillhandahåller kanalerna M1 och M2.